# Жарковски рејон
Жарковски рејон (рус. Жарковский район) административно-територијална је јединица другог нивоа и општински рејон у југозападном делу Тверске области, на северозападу европског дела Руске Федерације.
Административни центар рејона је варошица Жарковски. Према проценама националне статистичке службе Русије за 2014. на територији рејона је живело 5.500 становника или у просеку око 3,38 ст/км².

## Географија
Жарковски рејон смештен је на крајњем југозападу Тверске области и обухвата територију површине 1.625 км². Граничи се са Бељским рејоном на истоку, на североистоку је Нелидовски, а на западу Западнодвински рејон. На југу су Духовшчински, Демидовски и Велишки рејони Смоленске области.
Рејонска територија припада сливу реке Западне Двине, односно Балтичког мора. Најважнији водотоци су реке Межа, Обша и Велеса. На граници са Смоленском облашћу налази се језеро Шчучје.

## Историја
Жарковски рејон успостављен је у марту 1945. године и првобитно је био делом тадашње Великолушке области, а од њеног распуштања 1957. административно припада Калињинској (данас Тверској) области. Привремено је био распуштен од 1970. до децембра 1973. када је поново успостављен.

## Демографија и административна подела
Према подацима пописа становништва из 2010. на територији рејона је живело укупно 6.132 становника, док је према процени из 2014. ту живело 5.500 становника, или у просеку 3,38 ст/км². Скоро 70% популације је живело у административном центру рејона.
| 1959. | 1970.  | 1979.  | 1989.  | 2002. | 2010. | 2014.  |
| ----- | ------ | ------ | ------ | ----- | ----- | ------ |
| ---   | 19.670 | 13.535 | 10.763 | 7.631 | 6.132 | 5.500* |

Напомена: * Према процени националне статистичке службе.
На подручју рејона постоји укупно 105 насељенх места подељених на укупно 4 општине (3 сеоске и 1 градска). Административни центар рејона је варошица Жарковски.